# Amelia Pincherle Rosselli

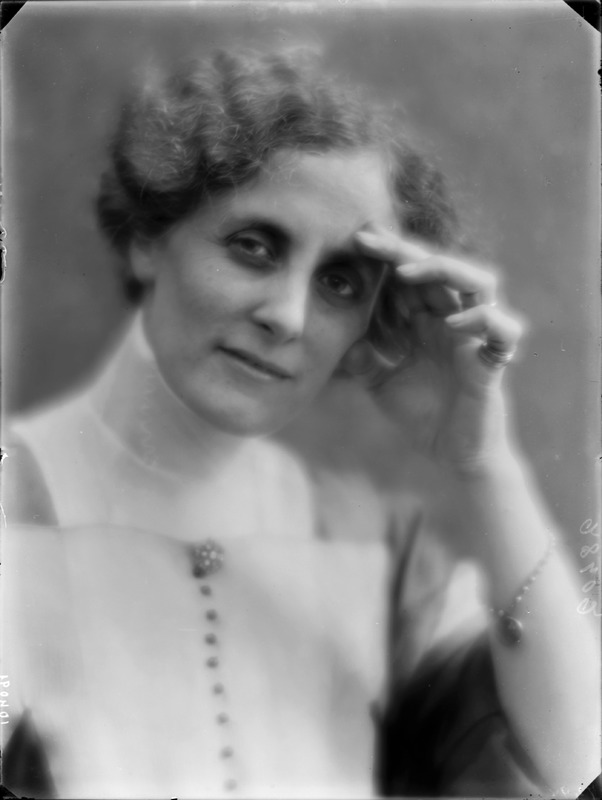
Amélia Pincherle Rosselli

Amelia Pincherle Rosselli (16 de janeiro de 1870 – 26 de dezembro de 1954) foi uma escritora italiana.
Filha de Giacomo Pincherle Moravia e Emilia Capon, nasceu Amelia Pincherle Moravia em Veneza. A sua família eram judeus ricos não praticantes. O seu sobrinho Alberto Moravia também era escritor.
Ela casou-se com Giuseppe Emanuele "Joe" Rosselli (1867-1911) em 1892. O casal teve três filhos; os seus filhos Carlo e Nello tornaram-se activistas antifascistas. O casal mudou-se para Viena, onde o seu marido continuou os seus estudos em música. A sua peça Anima, encenada em Turim em 1898, ganhou um prémio literário. A família mudou-se para Roma e depois para Florença. Em 1903, o casal separou-se.
O seu filho Aldo foi morto durante a Primeira Guerra Mundial. Os seus outros dois filhos, Carlo e Nello, foram exilados por se oporem ao fascismo; mais tarde foram assassinados em 1937. Rosselli exilou-se da Itália, mudando-se para a Suíça, Inglaterra e Estados Unidos. Ela voltou para a Itália em 1946.
Rosselli faleceu em Florença aos 84 anos. A sua neta Amelia Rosselli tornou-se poetisa.

## Trabalhos seleccionados
Alguns trabalhos de Rosselli:
- El réfolo, comédia (1909)
- San Marco, peça patriótica (1913)
- Emma Liona, peça patriótica (1924)